# Ofakim
Ofakim è una città d'Israele, nel Distretto Meridionale. Fondata nel 1955, conta 24.800 abitanti.